# Cephalastor chasqui
Cephalastor chasqui är en stekelart som beskrevs av Garcete-barrett 2001. Cephalastor chasqui ingår i släktet Cephalastor och familjen Eumenidae. Inga underarter finns listade.